# 安德鲁·布伦森
安德鲁·克雷格·布伦森（英語：Andrew Craig Brunson，1968年1月3日—）是一名在土耳其的土耳其裔美国牧师。在2016年土耳其未遂政变之后，土耳其政府展开大规模清洗活动，牵涉到军人、文职人员、教育工作者、学者、持不同政见者和记者，他于2016年10月被捕。布伦森是伊兹密尔耶稣复活堂的一名福音主义牧师，该教堂是一个拥有25名教众的小型新教教堂。
2017年9月，土耳其表示假如美国将法图拉·居连引渡回土耳其，土耳其可以釋放布伦森。
2018年4月，布伦森在土耳其受审，他被控“虽然不是恐怖主义团体成员但协助恐怖主义团体犯罪”以及间谍罪。布伦森否认控罪。
2018年7月26日，美国副总统彭斯呼吁土耳其总统雷杰普·塔伊普·埃尔多安释放布伦森，否则面对重大制裁。2018年8月1日，美国财政部强加制裁于两位参与拘留布伦森的土耳其政府官员：司法部长阿卜杜勒哈米特·居尔和内政部长苏莱曼·索伊卢。
2018年10月12日，土耳其法院判處布伦森入獄3年又1個月，在考慮他在土耳其被扣留的時間後准許他即時獲釋。